# Георг II фон Флекенщайн-Дагщул
Георг II фон Флекенщайн-Дагщул (на немски: Georg II von Fleckenstein-Dagstuhl; * 2 февруари 1588; † 31 януари 1644, Ханау) е фрайхер на господствата Флекенщайн в Северен Елзас и Дагщул в Саарланд, полковник, регент на графствата Ханау-Лихтенберг и Ханау-Мюненберг през края на Тридесетгодишната война. Той е последният от линията „Флекенщайн-Дагщул“.

## Биография
Той е най-големият син на фрайхер Филип Волфганг фон Флекенщайн-Дагщул († 1618) и първата му съпруга Анна Александрия фон Раполтщайн († 1610), дъщеря на граф Егенолф III фон Раполтщайн (1527 – 1585) и втората му съпруга Мария фон Ербах (1541 – 1606), дъщеря на граф Еберхард XII фон Ербах (1511 – 1564) и Маргарета фон Залм-Даун (1521 – 1576). Внук е на Лудвиг I фон Флекенщайн (1542 – 1577) и Анна Сибила фон Ханау-Лихтенберг (1542 – 1580), дъщеря на граф Филип IV фон Ханау-Лихтенберг (1514 – 1590) и Елеонора фон Фюрстенберг (1514 – 1590).
На дванадест години Георг II става паж в двора на херцог Карл III от Лотарингия в Нанси. По-късно той е на служба във Вюртемберг и е член на делегация в английския двор. След това започва военна кариера. Участва в дългата война против турците в Унгария. Той става полковник на служба на Протестантския съюз. След неговото пректратяване през 1621 г. започва служба при маркграф Фридрих V фон Баден-Дурлах. През 1622 г. той се оттегля от военната си служба и се занимава със своето господство.
През Тридесетгодишната война Георг II прави опит да остане неутрален. Георг II продава своята част от господството си на архиепископа на Трир Филип Кристоф фон Зьотерн. На 14/24 февруари 1641 г. става регент на малолетния си роднина Фридрих Казимир фон Ханау, граф на Графство Ханау-Лихтенберг и на Графство Ханау-Мюнценберг в края на Тридесетгодишната война. С графската фамилия от Ханау-Лихтенберг Георг II трябва да отиде в екзил в Щрасбург.
Със смъртта на Георг II фамилията „Флекенщайн-Дагщул“ измира през 1644 г. Погребан е в княжеската гробница в църквата Св. Мария в Ханау.

## Галерия
- Замък Флекенщайн
- Замък Дагщул (1466)